# Діерфілд (округ Вошара, Вісконсин)
Діерфілд (англ. Deerfield) — місто (англ. town) в США, в окрузі Вошара штату Вісконсин. Населення — 667 осіб (2020).

## Демографія
Згідно з переписом 2010 року, у місті мешкало 737 осіб у 307 домогосподарствах у складі 235 родин. Було 520 помешкань
Расовий склад населення:
| - 97,4 % — білих - 0,4 % — корінних американців - 0,3 % — чорних або афроамериканців |

До двох чи більше рас належало 1,1 %. Частка іспаномовних становила 3,4 % від усіх жителів.
За віковим діапазоном населення розподілялося таким чином: 20,1 % — особи молодші 18 років, 57,5 % — особи у віці 18—64 років, 22,4 % — особи у віці 65 років та старші. Медіана віку мешканця становила 49,7 року. На 100 осіб жіночої статі у місті припадало 100,3 чоловіків;  на 100 жінок у віці від 18 років та старших — 103,1 чоловіків також старших 18 років.
Середній дохід на одне домашнє господарство  становив 65 934 долари США (медіана — 49 000), а середній дохід на одну сім'ю — 78 337 доларів (медіана — 58 750). Медіана доходів становила 32 303 долари для чоловіків та 43 409 доларів для жінок. За межею бідності перебувало 5,6 % осіб, у тому числі 2,1 % дітей у віці до 18 років та 9,0 % осіб у віці 65 років та старших.
Цивільне працевлаштоване населення становило 292 особи. Основні галузі зайнятості: освіта, охорона здоров'я та соціальна допомога — 21,9 %, виробництво — 18,2 %, сільське господарство, лісництво, риболовля — 9,2 %, будівництво — 8,9 %.